# Sulphur (Luisiana)
Sulphur es una ciudad ubicada en la parroquia de Calcasieu en el estado estadounidense de Luisiana. En el Censo de 2020 tenía una población de 21,809 habitantes y una densidad poblacional de 788,74 personas por km².

## Geografía
Sulphur se encuentra ubicada en las coordenadas 30°13′50″N 93°21′19″O / 30.23056, -93.35528. Según la Oficina del Censo de los Estados Unidos, Sulphur tiene una superficie total de 25.88 km², de la cual 25.88 km² corresponden a tierra firme y (0%) 0 km² es agua.

## Demografía
Según el censo de 2010, había 20410 personas residiendo en Sulphur. La densidad de población era de 788,74 hab./km². De los 20410 habitantes, Sulphur estaba compuesto por el 89.82% blancos, el 6.22% eran afroamericanos, el 0.42% eran amerindios, el 0.76% eran asiáticos, el 0.07% eran isleños del Pacífico, el 0.92% eran de otras razas y el 1.79% pertenecían a dos o más razas. Del total de la población el 3.39% eran hispanos o latinos de cualquier raza.